# IF Örnen
IF Örnen är en fotbollsklubb från Charlottenberg i västra Värmland. Klubben spelade en säsong i Sveriges näst högsta division  1939/1940. Örnen tillhör en skara på sju föreningar som funnits med i det värmländska seriesystemet i fotboll sedan starten 1925 i oavbruten form, med ursprungsnamnet i behåll. IF Örnen består idag bara av fotboll, men genom åren har det funnits sektioner inom friidrott, skidor och backhoppning. 